# Hemimesochra clavularis
Hemimesochra clavularis är en kräftdjursart som beskrevs av Sars 1920. Enligt Catalogue of Life ingår Hemimesochra clavularis i släktet Hemimesochra och familjen Cletodidae, men enligt Dyntaxa är tillhörigheten istället släktet Hemimesochra och familjen Canthocamptidae. Arten har ej påträffats i Sverige. Inga underarter finns listade i Catalogue of Life.